# Tlacotalpan

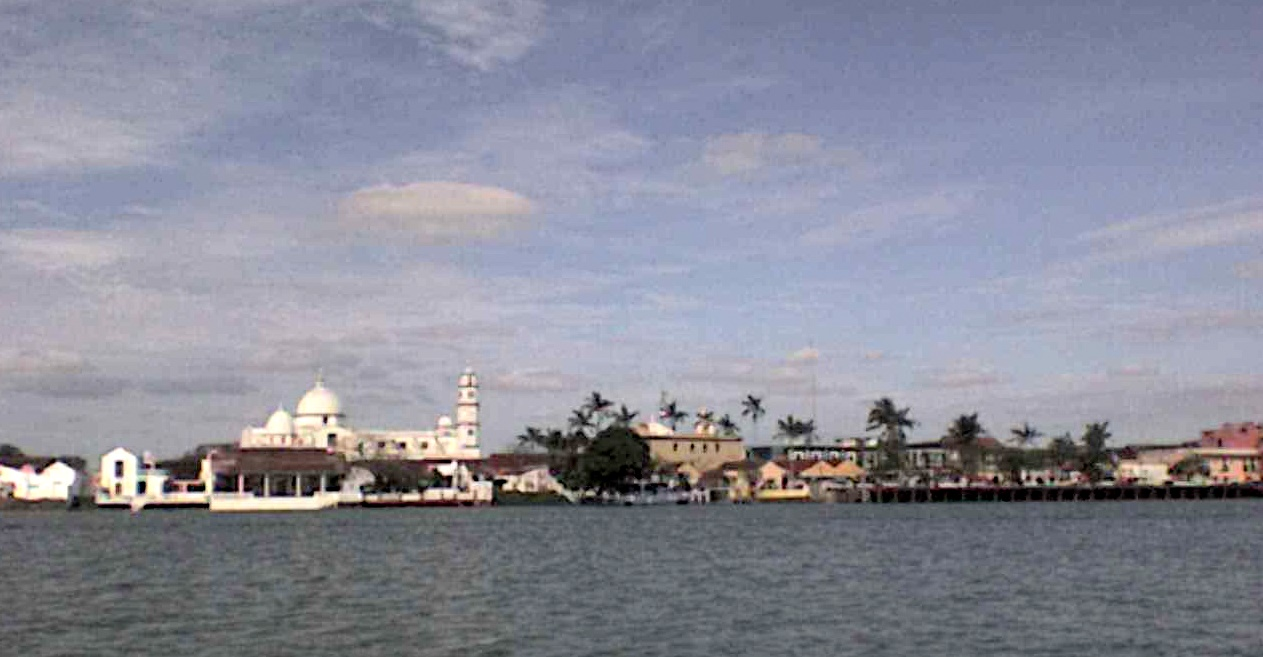
Tlacotalpan.

Tlacotalpan é uma localidade e município no sudeste do estado de Veracruz.
Situado na costa do golfo do México, limita-se: ao norte, com Alvarado; ao sul com José Azueta, Isla e Santiago Tuxtla; a leste, com Lerdo de Tejada, Saltabarranca e Santiago Tuxtla; e a oeste, com Acula e Amatitlán.
É conhecido por sua tradição pesqueira e pelo festival de música regional que patrocina. Esse estilo musical tem influências da música da Andaluzia, do centro-oeste de África e de culturas centro-americanas.
Parte do município foi declarada Patrimônio Cultural da Humanidade pela UNESCO em 1998, apesar da corrida de touros que se realiza em seu território.

## Touros espancados até à morte em nome da Virgem da Candelária
Em nome da tradição, seis touros são espancados até à morte com paus e latas por uma multidão em fúria. Acontece todos os anos em fevereiro nas tradicionais festas em honra da Virgem da Candelária.
Manda a tradição que os ganadeiros ofereçam os animais, já velhos e sem valor comercial, para que o seu sacrifício possa alimentar a ira popular. Estes bois e vacas pacíficos e indolentes por natureza e pelo peso da idade são levados para a beira-rio, um dos maiores do México, e obrigados a atravessar o curso de água barrenta para depois serem agredidos até à morte.